# Vs.
Vs. je drugi studijski album američkog rock-sastava Pearl Jam. Diskografska kuća Epic Records objavila ga je 19. listopada 1993. Početkom 1993., nakon završetka duge promidžbene turneje za debitantski album Ten iz 1991., članovi Pearl Jama otišli su u studio, no snimanje novih pjesama bilo im je zahtjevno jer su komercijalno uspješnim Tenom postavili visoka očekivanja. Vs., album snimljen u to vrijeme, sadrži grublji i agresivniji zvuk u usporedbi s prijašnjim uratkom. Sastav je na njemu prvi put surađivao s producentom Brendanom O'Brienom. Također je prvi album skupine na kojem je bubnjeve svirao Dave Abbruzzese.
Skupina je odlučila posvetiti manje vremena promidžbi novog uratka; ni za jedan singl s albuma nije snimljen glazbeni spot. Album je postavio rekord za najviše prodanih primjeraka u prvom tjednu objave, koji je srušen tek nakon pet godina. Vs. je proveo pet tjedana na prvom mjestu glazbene ljestvice Billboard 200, što je najdulje razdoblje koje je na tom mjestu proveo album Pearl Jama. U Sjedinjenim Državama ostvario je sedmerostruku platinastu nakladu.

## Snimanje
Tijekom rada na drugom albumu članovi Pearl Jama bili su pod pritiskom jer su smatrali da moraju ponoviti uspjeh debitantskog albuma Ten. U intervjuu održanom 2002. gitarist Mike McCready izjavio je: "Sastav je postao jako poznat i sve je bilo prilično ludo." Vs. je prvi album skupine na kojem je radio producent Brendan O'Brien. Također je prvi album grupe na kojem je svirao bubnjar Dave Abbruzzese, koji joj se pridružio u kolovozu 1991. i koji je svirao s njom na promidžbenoj turneji za Ten. Probe za pjesme na uratku počele su u veljači 1993. u Potatohead Studiju u Seattleu. Idućeg je mjeseca sastav otišao u studio The Site u Nicasiju i ondje je počeo snimati pjesme. Abbruzzese je tiho mjesto za snimanje nazvao "rajem", a pjevač Eddie Vedder izjavio je: "Jebeno mrzim ovo mjesto ... Bilo mi je teško ... Kako ovdje snimiti rock-album?"
Članovi skupine odlučili su snimiti pjesme jednu po jednu, a O'Brien je pojedinačno miksao svaku od njih nakon završetka snimanja. O'Brien je nagovorio članove sastava da postave opremu onako kako to čine na koncertima, a većina je pjesama nastala tijekom probnih svirki. Gitarist Stone Gossard komentirao je: "Mislim da smo se prepustili prirodnijem razvitku stvari koji je više utemeljen na zajedničkom radu umjesto da [kolegama] predstavim nekoliko stvari koje su već bile oblikovane." Dodao je da su već osmislili aranžmane za većinu pjesama kad im se Vedder pridružio i kad je počeo pjevati; komentirao je: "Mogli ste čuti kad se glazba željela promijeniti samo po tome kako je pjevao." U intervjuu iz 2009. Gossard je izjavio: "[Vs.] je [album] za koji je snimanje vjerojatno prošlo bolje. Vidio sam kako se mijenja i razvija, što me zbilja nadahnulo – mogli smo snimati balade, mogli smo snimati brze stvari, mogli smo snimati spore stvari, mogli smo snimati pank-stvari. Tad sam shvatio da ćemo s Edom pokriti mnogo područja."
U prvom tjednu snimanja dovršene su pjesme "Go", "Blood", "Rats" i "Leash", nakon čega je sastav privremeno prestao raditi. Kako bi očuvao svoju žestinu, Vedder je otputovao u San Francisco i počeo spavati u svojem kamionu, ali i u studijskoj sauni. Basist Jeff Ament izjavio je: "Dok smo snimali Vs., Ed je bio pod većim pritiskom. Tijekom rada na cijelom albumu. Mislio sam da tako dobro sviramo da će se sve riješiti samo od sebe ... Mučio se dok je dovršavao pjesme; zbog tog pritiska i činjenice da se nije osjećao ugodno na tako divnu mjestu." Dodao je da je "potkraj snimanja situacija postala baš napeta" i da je skupina "pokušala ubaciti [Veddera] u što više neugodnih situacija". Prema Amentovim riječima članovi sastava uspjeli su se "vratiti u normalu" kad je Vedderu bio omogućen "ulazak u vlastite pjesme". Uradak je dovršen u svibnju 1993. Vedder je naknadno izjavio: "Drugi album, onaj u čijem sam stvaranju najmanje uživao ... Jednostavno se nisam osjećao ugodno ondje gdje smo snimali jer je bilo iznimno udobno. To mi se nimalo nije svidjelo."

## Glazba i tekstovi
Pearl Jam – Go

Pearl Jam – Daughter

Na albumu prevladava ležerniji i siroviji zvuk u usporedbi s debitantskim albumom Ten. Ament je izjavio: "Kad smo snimili Vs., naš drugi album, sjećam se da sam pomislio: 'Čovječe, da je barem naš prvi album zvučao ovako.' Mislio sam da je izravniji i snažniji." Uz žešće pjesme na albumu se nalaze i dvije akustične balade: "Daughter" i "Elderly Woman Behind the Counter in a Small Town". Nekoliko pjesama sadrži elemente funka, među kojima su "Animal", "Blood" i "Rats". McCready je komentirao da članovi grupe nisu "zajedno odlučili posvetiti se funku", nego su pjesme postale takve nakon što su počeli "istraživati različite glazbene stilove i spajati svoje utjecaje". Paul Evans iz Rolling Stonea rekao je: "'Animal', 'Daughter' i 'Blood' ... to su pjesme koje se odlikuju vrstom ritualne strasti i vode prema zbilja divljim stvarima." U intervjuu iz 2002. Gossard je komentirao: "Na tom smo albumu bili zbilja žestoki."
Pjesme na uratku govore o problemima u privatnom životu, ali i društvenim i političkim temama. Vedder je izjavio: "[P]išete ono što vam dođe ... Pokušavate se prilagoditi atmosferi pjesama." Pjesme između ostalog govore o zlostavljanju djece ("Daughter"), kulturi vatrenog oružja ("Glorified G"), policijskom rasizmu ("W.M.A.") i medijima ("Blood"). "Daughter", "Dissident" i "Elderly Woman Behind the Counter in a Small Town" napisane su tako da pričaju priču. "Daughter" govori o djevojčici koju zlostavljaju njezini roditelji jer ne razumiju da pati od poteškoća u učenju; "Dissident" govori o ženi koja je udomila osobu koja bježi od nepovoljnog političkog režima, a "Elderly Woman Behind the Counter in a Small Town" govori o starici koja je cijeli svoj život bila prisiljena provesti u malenu gradu.
"Glorified G", pjesma koja ismijava ljubitelje vatrenog oružja, nadahnuta je događajem tijekom kojeg je Abbruzzese rekao ostatku sastava da je kupio dva pištolja, što ih je nagnalo na raspravu o vatrenom oružju općenito. Pjesma "W.M.A." utemeljena je na incidentu koji se dogodio izvan studija za probe Pearl Jama; Vedder je negodovao jer je grupa policajaca maltretirala njegova prijatelja crnca, ali nije se osvrtala na njegove riječi. Vedder je izjavio da "Rearviewmirror" opisuje "sjedanje u auto i odlazak ... iz loše situacije". Izjavio je kako je pjesma "Rats" utemeljena na ideji da "štakori vjerojatno zaslužuju mnogo više poštovanja" od ljudi. "Leash" govori o istoj djevojci o kojoj govori i pjesma "Why Go" s Tena. O pjesmi "Indifference" Vedder je izjavio da opisuje situaciju "[u kojoj pokušavate] učiniti nešto kako biste drugim ljudima uljepšali živote, čak i ako to znači da morate proći kroz pakao. Moja tri lica."

## Objava i recenzije
Vs. se u prvom tjednu objave pojavio na vrhu ljestvice Billboard 200, a na tom je mjestu ostao pet tjedana. U pet dana od dana objave prodano je ukupno 950 378 primjeraka albuma, što je postavilo rekord za najveći broj prodanih albuma u prvom tjednu objave i nadmašilo je ukupan uspjeh svih ostalih uradaka u prvih deset mjesta na toj ljestvici. Vs. je držao taj rekord pet godina, a potom ga je srušio album Double Live Gartha Brooksa. Iako je Double Live službeno prodan u više primjeraka od albuma Pearl Jama u prvih tjedan dana, Vs. i dalje na određen način drži rekord jer je SoundScan do 1998. uzimao u obzir broj prodanih primjeraka u prvih pet dana, a ne u cijelom prvom tjednu. Vs. je ostvario sedmerostruku platinastu nakladu u SAD-u, a do srpnja 2013. u toj je državi prodan u 7 400 000 primjeraka.
Paul Evans bio je naklonjen uratku u svojoj recenziji za Rolling Stone i izjavio je: "Malo se američkih sastava na prvom albumu odlikovalo takvom očitom darovitošću kao što je to bio slučaj s ovim i [albumom] Ten; Vs. nadmašuje čak i taj debitantski uradak." Dodao je: "Vedderu, kao i Jimu Morrisonu i Peteu Townshendu, snaga leži u istraživanju psihološko-mitskih elemenata ... Dok gitaristi Stone Gossard i Mike McCready oslikavaju gustu i oštru pozadinu, [Vedder] nas poziva u dramu eksperimentiranja i sukoba." Jon Pareles iz The New York Timesa komentirao je: "Pearl Jam služi se novim albumom ... kako bi svoje pjesme učinio raznolikijima". Dodao je: "[V]eći dio albuma ... odražava zaseban očaj kao javnu katarzu." AllMusicov mu je recenzent Steve Huey dao četiri zvjezdice od njih pet i izjavio je: "Vs. možda ne doseže veličanstvene visine Tena, ali barem pola tog albuma možemo uvrstiti među najbolje pjesme Pearl Jama."
David Browne iz Entertainment Weekly dao mu je ocjenu B− (-4). Izjavio je: "Vs. nije preslika Tena; samo na temelju toga [Pearl Jam] već dobiva bodove." Međutim, komentirao je i ovo: "Vs. jednom za svagda potvrđuje da [Pearl Jam] ni po čemu nije underground ili alternativan." Robert Christgau iz Village Voicea dao mu je ocjenu koja označava "promašaj".
Članovi Pearl Jama od objave uratka odlučili su se manje prilagođavati tržištu. "Prilično smo se jako povukli u sebe nakon drugog albuma", izjavio je Ament. "Glavni je razlog bio taj što smo bili u središtu oluje i nismo se mogli pribrati." Sastav nije želio snimiti glazbene spotove nakon vrlo uspješna spota za pjesmu "Jeremy" te je odlučio da će sudjelovati u manje intervjua i rjeđe se pojavljivati na televiziji. Ament je komentirao: "Ne želim da za deset godina naše pjesme budu zapamćene kao spotovi."
Na uratku se nalaze uspješni singlovi "Go", "Daughter", "Animal" i "Dissident"; sve navedene pjesme pojavile su se na ljestvicama Mainstream Rock i Modern Rock. Pjesma "Daughter" bila je najuspješnija od njih; pojavila se na prvom mjestu obiju ljestvica, a na vrhu prve spomenute ljestvice provela je osam tjedana. Pjesme "Glorified G" i "Elderly Woman Behind the Counter in a Small Town" također su se pojavile na ljestvicama. Na dodjeli nagrada Grammy 1995. pjesma "Daughter" nominirana je za nagradu u kategoriji "Najbolja rock-izvedba dua ili grupe s vokalom", a pjesma "Go" nominirana je za nagradu u kategoriji "Najbolja hard rock-izvedba". Na toj je dodjeli sam album bio nominiran za nagradu u kategoriji "Najbolji rock-album".
Godine 2011. Pearl Jam objavio je remasteriranu inačicu albuma uz uradak Vitalogy u trima oblicima: proširenu izdanju, deluxe izdanju s trima CD-ovima i box setu za kolekcionare u ograničenoj nakladi. Na proširenom se izdanju nalaze tri dodatne pjesme koje je Brendan O'Brien snimio u The Siteu tijekom rada na albumu: prethodno neobjavljena akustična inačica pjesme "Hold On", "Cready Stomp" – prethodno neobjavljena odbačena pjesma – i obrada pjesme "Crazy Mary" Victorije Williams; samoj su Williams pripisane zasluge za pozadinske vokale i gitaru, a ta je pjesma prethodno objavljena na počasnom albumu Sweet Relief: A Benefit for Victoria Williams iz 1993. Na deluxe inačici nalaze se i novije inačice albuma Vs. i Vitalogy (s dodatnim pjesmama) i primjerak koncertnog albuma Live at the Orpheum Theater, Boston, April 12, 1994.

## Omot albuma
Naslovnicu albuma, koju je izradio Ament, čini crno-bijela slika angorske koze s Lifeline Farma u mjestu Victor u Montani. Prema Amentovim riječima naslovnica odražava kako su se članovi skupine osjećali u to vrijeme: "Bili smo robovi". U knjižici albuma nalaze se dodatni Vedderovi crteži i tekstovi; sadržaj jedne stranice navodno je nastao na poslovnom sastanku, a na njoj piše "Više nikad nikomu neću vjerovati". Stranica s tekstom pjesme "W.M.A." sadrži i novinsku vijest o Maliceu Greenu, žrtvi policijske brutalnosti.
Album se u početku trebao zvati Five Against One (Pjesma "Animal" sadrži stih "One, two, three, four, five against one ..."). O izvornom je nazivu Gossard izjavio: "Mislim da taj naslov odražava mnogo problema s kojima se morate suočiti kad snimate album ... Vaša neovisnost, vaša vlastita duša, protiv svih ostalih." Naslov je promijenjen u posljednji trenutak; uradak je privremeno bio nazvan po skupini, a zatim je dobio ime Vs., koje je odražavalo općenitu ideju sukoba prisutnu u većem broju pjesama na njemu. O naslovu Vs. Vedder je izjavio: "Pisali su sve te članke ... Naš bend protiv nekog drugog benda. Kvragu, o čemu uopće pričaju? Ono, prestani s odvajanjem nadležnih. Svi smo zajedno u ovome."
Budući da je naslov promijenjen u posljednji čas, objavljeno je nekoliko različitih inačica albuma. Objavljene su i različite inačice albuma koje nisu povezane s naslovom. Na određenim prvim izrađenim izdanjima kaseta i dalje se nalazi naslov Five Against One, na omotu prvih dvaju izrađenih izdanja kaseta uglavnom se ne nalazi nikakav naslov, a tekst za pjesmu "Indifference" pojavio se na kasetnoj inačici. Na prvim dvama izrađenim izdanjima albuma na CD-u ne nalazi se nikakav naslov na omotu, a prve inačice uratka na CD-u uglavnom su otisnute na Ecopaku, obliku digipaka. Nazivi pjesama nisu ispisani na stražnjem dijelu omota te inačice, ali je ilustracija identična onoj na ostalim inačicama albuma. Na omotu vinilne inačice nikad nije bio otisnut naslov, a sama se naslovnica razlikuje od one na CD-ima i kasetama. Na svim se verzijama slika "starije žene" promijenila nakon nekoliko prvih izdanja; žena koja je bila fotografirana navodno nikad nije dala dopuštenje za uporabu te slike, pa se Pearl Jam okoristio slikom druge žene.

## Turneja
Sastav je podržao album turnejama u SAD-u koje su se održale u jesen 1993. i proljeće 1994. U jesen 1993. usredotočio se na zapadni dio Sjedinjenih Država, a u proljeće 1994. na istočni dio. Članovi glazbene industrije usporedili su turneju Pearl Jama s turnejama Led Zeppelina jer je skupina "ignorirala novinare i glazbu izravno donosila obožavateljima". Tijekom turneje grupa je odredila najvišu dopuštenu cijenu ulaznica kako bi osujetila preprodaju karata.
Za tih turneja premijerno je izvedeno nekoliko pjesama s Vitalogyja, trećeg studijskog albuma sastava. Koncert skupine održan 3. travnja 1994. u Fox Theatreu u Atlanti uživo se prenosio radijem diljem Sjedinjenih Država. Nekoliko dana poslije tijelo Nirvanina pjevača Kurta Cobaina pronađeno je u njegovu domu u Seattleu; njegovo je samoubojstvo snažno pogodilo Veddera. Na koncertu održanom 8. travnja 1994. u Patriot Centeru u Fairfaxu u Virginiji Vedder je izjavio: "Mislim da nitko od nas večeras ne bi bio u ovoj sobi da nije bilo Kurta Cobaina." Vedder je naknadno komentirao: "[T]og dana kad smo saznali što se dogodilo Kurtu ... Samo sam se vrtio. Bio sam izgubljen i nisam znao bismo li trebali svirati, vratiti se kući ili otići na misu. I dalje žalim zbog toga iako je na kraju svega vjerojatno dobro da nismo otkazali posljednja dva tjedna turneje. Bio sam odlučio da ću nastupati tijekom ta dva tjedna i da nakon toga više nikad neću morati kročiti na pozornicu."
Članove Pearl Jama zgrozilo je saznanje o tome da je nakon dvaju nastupa u Chicagu u ožujku 1994. prodavač karata Ticketmaster u cijenu ulaznica uvrstio naknadu za usluge. Nakon turneje sastav je pokrenuo pravni postupak protiv Ticketmastera u kojem ga je optužio za monopol i da se okoristio protutržišnim praksama da bi povećao cijene za više od 30 posto. Tim je pravnim postupkom skupina obožavateljima željela omogućiti jeftinije ulaznice. Zbog bojkota Ticketmastera Pearl Jam otkazao je ljetnu turneju za 1994.
Grupa je 16. travnja 2016. u Bon Secours Wellness Areni u Greenvilleu u Južnoj Karolini odsvirala sve pjesme s albuma.

## Popis pjesama
Tekstovi: Eddie Vedder. 
| 1.    | »Go«                                               | Dave Abbruzzese               | 3:12 |
| 2.    | »Animal«                                           | Stone Gossard                 | 2:49 |
| 3.    | »Daughter«                                         | Gossard                       | 3:55 |
| 4.    | »Glorified G«                                      | Gossard, Mike McCready        | 3:26 |
| 5.    | »Dissident«                                        | Gossard, McCready, Jeff Ament | 3:35 |
| 6.    | »W.M.A.«                                           | Abbruzzese, Ament             | 5:59 |
| 7.    | »Blood«                                            | Gossard, McCready             | 2:50 |
| 8.    | »Rearviewmirror«                                   | Vedder                        | 4:44 |
| 9.    | »Rats«                                             | Ament                         | 4:15 |
| 10.   | »Elderly Woman Behind the Counter in a Small Town« | Vedder                        | 3:15 |
| 11.   | »Leash«                                            | Gossard, McCready             | 3:09 |
| 12.   | »Indifference«                                     | Ament, Gossard                | 5:02 |
| 46:11 |                                                    |                               |      |

| Dodatne pjesme na reizdanoj inačici | Dodatne pjesme na reizdanoj inačici             | Dodatne pjesme na reizdanoj inačici | Dodatne pjesme na reizdanoj inačici | Dodatne pjesme na reizdanoj inačici | Dodatne pjesme na reizdanoj inačici | Dodatne pjesme na reizdanoj inačici | Dodatne pjesme na reizdanoj inačici | Dodatne pjesme na reizdanoj inačici | Dodatne pjesme na reizdanoj inačici |
| Br.                                 | Skladba                                         | Tekstopisac                         | Skladatelj                          | Trajanje                            |                                     |                                     |                                     |                                     |                                     |
| ----------------------------------- | ----------------------------------------------- | ----------------------------------- | ----------------------------------- | ----------------------------------- | ----------------------------------- | ----------------------------------- | ----------------------------------- | ----------------------------------- | ----------------------------------- |
| 13.                                 | »Hold On« (akustični demo)                      | Vedder                              | Gossard                             | 4:40                                |                                     |                                     |                                     |                                     |                                     |
| 14.                                 | »Cready Stomp« (instrumentalna pjesma)          |                                     | McCready                            | 3:23                                |                                     |                                     |                                     |                                     |                                     |
| 15.                                 | »Crazy Mary« (obrada pjesme Victorije Williams) | Williams                            | Williams                            | 5:39                                |                                     |                                     |                                     |                                     |                                     |
| 59:53                               |                                                 |                                     |                                     |                                     |                                     |                                     |                                     |                                     |                                     |

## Odbačene pjesme
Dvije pjesme koje su snimljene tijekom rada na albumu, ali naposljetku nisu objavljene na njemu pojavile su se na idućem albumu Vitalogy: "Whipping" i "Better Man". Obje su pjesme prvi put uživo odsvirane 13. svibnja 1993. u Slim's Caféu u San Franciscu, kad je skupina prvi put odsvirala većinu pjesama u pripremi za Vs. "Better Man" navodno je odbačena jer Vedderu nije odgovaralo koliko je pristupačna. Još jedna pjesma snimljena tijekom rada na albumu jest "Hard to Imagine", koja je naknadno uvrštena u glazbu za film Chicago Cab iz 1998.; međutim, ta inačica zapravo je snimljena tijekom rada na Vitalogyju. Verzija pjesme snimljena za Vs. pojavila se na Lost Dogsu, kompilaciji rijetkih snimki iz 2003. Gossard je izjavio da se "Hard to Imagine" nije pojavila na uratku iz 1993. jer je sastav već imao dovoljno laganih pjesama za nj. Obrada pjesme Victorije Williams "Crazy Mary" (na kojoj su samoj Williams pripisane zasluge za prateće vokale i gitaru) također je snimljena za rada na albumu Vs.; pojavila se i na počasnom albumu Sweet Relief: A Benefit for Victoria Williams iz 1993. i reizdanju ovog albuma kao dodatna pjesma. Zajednička pjesma Pearl Jama i Cypress Hilla "Real Thing" također je snimljena u to doba. "Real Thing" pojavila se u glazbi za film Sudnji dan iz 1993.

## Zasluge
| Pearl Jam - Dave Abbruzzese – bubnjevi - Jeff Ament – bas-gitara, violončelo; ilustracije, crno-bijela fotografija - Stone Gossard – gitara - Mike McCready – glavna gitara - Eddie Vedder – vokali; gitara (na pjesmama "Rearviewmirror" i "Elderly Woman Behind the Counter in a Small Town") | Ostalo osoblje - Brendan O'Brien – produkcija - Nick DiDia – snimanje - Kevin Scott – pomoć pri snimanju - Adam Kasper – pomoć pri snimanju - Lance Mercer – fotografija u boji - Joel Zimmerman – umjetnički direktor |

## Ljestvice
| Ljestvica (1993. – 1994.) | Najviša pozicija |
| ------------------------- | ---------------- |
| Australija                | 1.               |
| Austrija                  | 7.               |
| Finska                    | 3.               |
| Francuska                 | 12.              |
| Irska                     | 1.               |
| Japan                     | 42.              |
| Kanada                    | 1.               |
| Mađarska                  | 34.              |
| Nizozemska                | 1.               |
| Novi Zeland               | 1.               |
| Norveška                  | 1.               |
| Njemačka                  | 8.               |
| SAD (Billboard 200)       | 1.               |
| Škotska                   | 70.              |
| Španjolska                | 31.              |
| Švedska                   | 1.               |
| Švicarska                 | 9.               |
| Ujedinjeno Kraljevstvo    | 2.               |